# 利薩赫附近呂蒂
利薩赫附近呂蒂是瑞士的城鎮，位於該國中西部，由伯恩州負責管轄，面積1.29平方公里，海拔高度523米，2011年人口158，八成半人口信奉基督教，人口密度每平方公里122人。